# Adoniram Judson

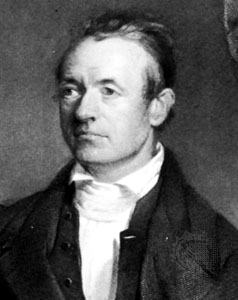
Adoniram Judson

Adoniram Judson (* 9. August 1788 in Malden, Massachusetts; † 12. April 1850 auf See) war ein baptistischer US-amerikanischer Missionar und Bibelübersetzer.

## Leben
Adoniram Judson wurde am 9. August 1788 in Malden, Middlesex Country Massachusetts als Sohn eines kongregationalistischen Predigers geboren. Judson studierte an der Brown University, wo er allerdings in schlechte Gesellschaft geriet. Danach studierte er am Andover Theological Seminary. 1808 übergab er sein Leben Gott und stellte sich ihm zur Verfügung. 1810 schloss er sein Studium ab und wurde vom American Board of Commissioners for Foreign Missions als einer der ersten Missionare zum Dienst im südlichen Asien berufen. Anschließend lernte er Ann Hasseltine kennen, verlobte sich mit ihr und heiratete sie am 5. Februar 1812.
Die Überfahrt nach Indien erfolgte im Jahr 1812. Luther Rice und Samuel und Harriet Newell waren mit ihnen unterwegs. Auf der Fahrt jedoch wandten sich Judson und seine Ehefrau Ann (oft nur Nancy genannt) nach langen Diskussionen und vielen Gebeten dem Baptismus zu und ließen sich nach ihrer Ankunft vom Baptistenmissionar William Carey taufen. Auf Druck der Ostindien-Kompanie hin mussten sie Indien verlassen und nach Birma übersiedeln.
Judson konnte schon Latein, Griechisch und Hebräisch, und somit begann er die Birmanische Sprache und Grammatik zu lernen. In diese Arbeit steckte er zwölf Stunden Arbeit pro Tag, aber es dauerte drei Jahre, bis er sie fließend sprechen konnte. Vier Jahre vergingen, bis Judson vor einem Publikum von etwa 15 Leuten über Gott sprechen konnte. Er sah den buddhistischen Lehrern zu und bemerkte, dass diese alle gelbe Roben trugen. Da er als Religionslehrer erkannt werden wollte, kleidete er sich ebenso, doch er tauschte die Farbe schon kurz danach in weiß ein, da er nicht genau wie ein buddhistischer Lehrer aussehen wollte. Er baute sich einen Zayat nah an der Straße, um darin lehren zu können und auch Leute an der Straße ansprechen zu können.
Seine erste Versammlung war im April 1819. Eine erste bekehrte Person kam im gleichen Jahr dazu, und im Jahr 1822 waren es schon 22 Gläubige, die getauft worden waren. In dieser Zeit erstellte Adoniram auch ein birmanisches Wörterbuch und übersetzte bis 1834 die Bibel ins Birmanische. In Birma bekamen sie einen Sohn mit dem Namen Roger William, und während Adoniram dann unschuldig im Gefängnis saß, auch eine Tochter mit dem Namen Maria. Doch beide Kinder starben schon im frühen Alter. Nach seiner Freilassung aus dem Gefängnis erhielt er jedoch einen schwarz umrandeten Brief, der ihm mitteilte, dass auch seine Frau am 24. Oktober 1826 in Amerst (heute: Kyaikkami), Birma, gestorben war. Ihr Tod wurde begünstigt, weil sie 21 Monate allein und einsam war, was viel Stress und Schmerzen beinhaltet haben musste.
Siebeneinhalb Jahre später, im April 1834, heiratete er Sarah Bordman Hall. Sie war eine starke und mutige Frau, die ihn stets unterstützte. Doch sie starb am 1. September 1845 auf dem Weg nach St. Helena.
Als er in den Vereinigten Staaten angekommen war, lernte er im Dezember 1845 Emily Chubbuk (* 23. August 1817 in Eaton, New York) kennen. Er bat sie, eine Biographie von Sarah Hall Bordman zu verfassen. Am 2. Juni 1846 heirateten Adoniram und Emily und fuhren zurück nach Birma, damit er seine Arbeit am birmanischen Wörterbuch fortsetzen und 1849 beenden konnte. Sie bekamen noch zwei Kinder, Abbey Ann und Charles.
Am 12. April 1850 starb Adoniram Judson auf einer Seereise. Insgesamt verbrachte er 37 Jahre als Missionar im Ausland, und er unternahm nur eine einzige Reise in seine Heimat Amerika. In New York City ist die Judson Memorial Church nach ihm benannt.